# شبكة جنسية

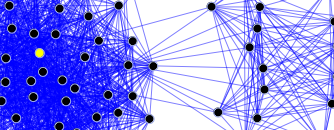

الشبكة الجنسية هي شبكة اجتماعية تُحددها علاقات الأشخاص الجنسية التي تُمارس ضمن مجموعات متفرقة.

## الدراسات والإكتشافات
كالعديد من النماذج في الشبكات الاجتماعية، بإمكاننا القيام بدراسات عن الشبكة الجنسية باستخدام الرياضيات سواءً كان ذلك باستخدام نظرية المخططات أو نظرية الشبكات.
حققت الدراسات الوبائية التي أُقيمت مؤخرا في الشبكات الجنسية، واقترحت أن الخصائص الإحصائية للشبكات الجنسية تعد السبب الجوهري لانتشار الأمراض المنقولة جنسياً. الرسوم البيانية الفرعية الكبيرة منها والصغيرة أيضاً باستطاعتها ان تعرف بالشبكات الجنسية كما هي حال جميع الرسوم البيانية الخاصة بدراسة الشبكة. على سبيل المثال، الأشخاص مرتادي البارات والنوادي الليلية باستمرار؛ قد ينتمون إلى مجموعات متجزءة عرقية أو يمارسون نوع معين من الأنشطة الجنسية أو حتى قد يكونوا جزءًا وسببًا في الانتشار المفرط للأمراض المنقولة جنسيا. إن الاختلاط المتلائق وخاصة بين الأشخاص الذين يمتلكون العديد من العلاقات الجنسية قد يعتبر عامل أساسي ومهم في انتشار تلك الامراض.
النماذج الرياضية - كنتيجة مفاجئة- تنبأت أن رسومات الشبكة الجنسية البيانية للجنس البشري قد أظهرت مكون عملاق مفرد والذي يربط بطريقة غير مباشرة أغلب الناس مِن مَن قد امتلكوا أكثر من شريك جنسي وعدد ضخم آخر من أولئك الأشخاص الذين امتلكوا شريك جنسي واحد فقط (إن كان شريكهم الجنسي الوحيد بحد ذاته جزءاً من المكون العملاق).[بحاجة لمصدر]
وللحصول على تفاصيل أكثر عن وبائية الشبكة الجنسية فإن عامل الوقت والتسلسل الزمني مهم.

## اقرا أيضاً
- M Kretzschmar. "Sexual network structure and sexually transmitted disease prevention: a modeling perspective". Sexually Transmitted Diseases volume 27, number 10 (November 2000): pages 627– 35.
- De, P.; et al. (2004). "Sexual network analysis of a gonorrhea outbreak". Sex Transm Infect. 80 (4): 280–285. doi:10.1136/sti.2003.007187. PMC 1744860. PMID 15295126.
- Bearman, P. S.; Moody, J.; Stovel, K. (2004). "Chains of Affection: The Structure of Adolescent Romantic and Sexual Networks". American Journal of Sociology. 110 (1): 44–91. CiteSeerX 10.1.1.483.9666. doi:10.1086/386272.
- L E C Rocha, F Liljeros and P Holme Information dynamics shape the sexual networks of Internet-mediated prostitution. Proceedings of the National Academy of Sciences free online (March 2010).
- Apostolopoulos, Y.; Sönmez, S.; Shattell, M.; Kronenfeld, J.; Smith, D.; Stanton, S. (2011). "Cruising for Truckers on Highways and the Internet: Sexual Networks and Infection Risk" (PDF). AIDS Education and Prevention. 23 (3): 249–266. doi:10.1521/aeap.2011.23.3.249. PMID 21696243.
- O'Connor, M. L. (1999). "Sexual Network Patterns Contribute to Racial Disparities in Disease Risk. Family". Planning Perspectives. 31 (6): 309–310. doi:10.2307/2991545. JSTOR 2991545.
- Choudhury, B.; Risley, C.; Ghani, A.; Bishop, C.; Ward, H.; Fenton, K.; Spratt, B. (2006). "Identification of individuals with gonorrhoea within sexual networks: a population-based study". Lancet. 368 (9530): 139–146. doi:10.1016/S0140-6736(06)69003-X. PMID 16829298.
- Day, S. S.; Ward, H. H. (1998). "Sexual networks: The integration of social and genetic data". Social Science & Medicine. 47 (12): 1981. doi:10.1016/s0277-9536(98)00306-2.
- Nyanzi, S., Nyanzi, B., Kalina, B., & Pool, R. (n.d). Mobility, sexual networks and exchange among bodabodamen in southwest Uganda. Taylor & Francis Ltd. Retrieved from EBSCOhost.
- Morris, Martina; Zavisca, Jane; Dean, Laura (1995). "Social and sexual networks: Their role in the spread of HIV/AIDS among young gay men". AIDS Education and Prevention. 7 (Suppl): 24–35. PMID 8664095.

## وصلات خارجية
- يخطط الباحثون الشبكة الجنسية لمدرسة ثانوية بأكملها
- أنماط الدعارة التي تم التقاطها في الشبكة الاجتماعية